# Liste der Nummer-eins-Hits in Finnland (2002)
Diese Liste enthält alle Nummer-eins-Hits in Finnland im Jahr 2002. Es gab in diesem Jahr 19 Nummer-eins-Singles und 26 Nummer-eins-Alben.
| Singles | Alben |
| --- | --- |
| - Anssi Kela – Milla - 8 Wochen (17. November 2001 – 11. Januar 2002) - The 69 Eyes – Dance d'amour - 5 Wochen (12. Januar – 15. Februar) - Shakira – Whenever, Wherever - 1 Woche (16. Februar – 22. Februar) - Bomfunk MC’s feat. Max's – Live Your Life - 1 Woche (23. Februar – 1. März) - Timo Rautiainen ja Trio Niskalaukaus – Surupuku - 3 Wochen (2. März – 22. März) - The Rasmus – Heartbreaker - 5 Wochen (23. März – 26. April) - Hanoi Rocks – People Like Me - 2 Wochen (27. April – 10. Mai) - Nightwish – Ever Dream - 4 Wochen (11. Mai – 7. Juni) - Apulanta – Saasta - 4 Wochen (8. Juni – 5. Juli) - Kwan – Rain - 3 Wochen (6. Juli – 26. Juli) - Lordi – Would You Love A Monsterman? - 1 Woche (27. Juli – 2. August) - Nightwish – Bless The Child - 3 Wochen (3. August – 23. August) - Zen Café – Aamuisin - 1 Woche (24. August – 30. August) - Tyrävyö – Kuka vei kaiken - 1 Woche (31. August – 6. September) - Timo Rautiainen ja Trio Niskalaukaus – Lumessakahlaajat - 1 Woche (7. September – 13. September) - Las Ketchup – The Ketchup Song (Aserejé) - 1 Woche (14. September – 20. September, insgesamt 5 Wochen) - Children of Bodom – You're Better Off Dead! - 2 Wochen (21. September – 4. Oktober) - Las Ketchup – The Ketchup Song (Aserejé) - 4 Wochen (5. Oktober – 1. November, insgesamt 5 Wochen) - Gimmel – Etsit muijaa seuraavaa - 4 Wochen (2. November – 29. November) - Timo Rautiainen ja Trio Niskalaukaus – Tiernapojat - 6 Wochen (30. November 2002 – 10. Januar 2003) | - Tiktak – Jotain muuta - 4 Wochen (8. Dezember 2001 – 4. Januar 2002) - Anssi Kela – Nummela - 3 Wochen (5. Januar – 25. Januar, insgesamt 16 Wochen; siehe 2001) - Spede & G. Pula-aho – Pure nenääs! Kaikki sketsit ja seikkailut 1960 – 1964 - 5 Wochen (26. Januar – 1. März) - Shakira – Laundry Service - 1 Woche (2. März – 8. März) - Bomfunk MC’s – Burnin' Sneakers - 2 Wochen (9. März – 22. März) - Timo Rautiainen ja Trio Niskalaukaus – Rajaportti - 1 Woche (23. März – 29. März, insgesamt 2 Wochen) - Céline Dion – A New Day Has Come - 1 Woche (30. März – 5. April, insgesamt 2 Wochen) - Timo Rautiainen ja Trio Niskalaukaus – Rajaportti - 1 Woche (6. April – 12. April, insgesamt 2 Wochen) - Céline Dion – A New Day Has Come - 1 Woche (13. April – 19. April, insgesamt 2 Wochen) - Kent – Vapen & ammunition - 1 Woche (20. April – 26. April) - The 69 Eyes – Paris Kills - 2 Wochen (27. April – 10. Mai) - Kemopetrol – Everything's Fine - 1 Woche (11. Mai – 17. Mai) - Sentenced – The Cold White Light - 2 Wochen (18. Mai – 31. Mai) - Nightwish – Century Child - 3 Wochen (1. Juni – 21. Juni, insgesamt 4 Wochen) - Eminem – The Eminem Show - 2 Wochen (22. Juni – 5. Juli) - Nightwish – Century Child - 1 Woche (6. Juli – 12. Juli, insgesamt 4 Wochen) - Red Hot Chili Peppers – By the Way - 3 Wochen (13. Juli – 2. August) - Bruce Springsteen – The Rising - 1 Woche (3. August – 9. August) - CMX – Isohaara - 1 Woche (10. August – 16. August) - Don Huonot – Don Huonot - 1 Woche (17. August – 23. August) - Mamba – Meille vai teille - 2 Wochen (24. August – 6. September) - Yölintu – Tää on rankkaa - 1 Woche (7. September – 13. September) - Scandinavian Music Group – Onnelliset kohtaa - 1 Woche (14. September – 20. September) - Zen Café – Vuokralainen - 2 Wochen (21. September – 4. Oktober) - Elvis Presley – Elvis 30 #1 Hits - 2 Wochen (5. Oktober – 18. Oktober) - Las Ketchup – Hijas del tomate - 4 Wochen (19. Oktober – 15. November, insgesamt 5 Wochen) - Apulanta – Hiekka - 1 Woche (16. November – 22. November) - Las Ketchup – Hijas del tomate - 1 Woche (23. November – 29. November, insgesamt 5 Wochen) - Gimmel – Lentoon - 3 Wochen (30. November – 20. Dezember) - Smurffit – Rap rock hitit! 10 - 2 Wochen (21. Dezember 2002 – 3. Januar 2003) |